# Điềm He
Điềm He là một xã thuộc tỉnh Lạng Sơn, Việt Nam.

## Địa lý
Xã Điềm He nằm ở phía đông bắc huyện Văn Quan, có vị trí địa lý:
- Phía đông giáp huyện Văn Lãng (qua sông Kỳ Cùng) và xã Khánh Khê
- Phía tây giáp thị trấn Văn Quan và các xã Hòa Bình, Liên Hội
- Phía nam giáp xã An Sơn
- Phía bắc giáp xã Trấn Ninh.

Xã Điềm He có diện tích 33,27 km², dân số năm 2018 là 4.825 người, mật độ dân số đạt 145 người/km².

## Lịch sử
Điềm He vốn là tên một Châu, sau đó là một huyện thuộc tỉnh Lạng Sơn. Năm 1964, huyện Điềm He hợp nhất với 6 xã của huyện Bằng Mạc cũ thành huyện Văn Quan ngày nay.
Địa bàn xã Điềm He hiện nay trước đây vốn là hai xã Văn An, Song Giang và một phần xã Vĩnh Lại cũ.
Trước khi sáp nhập, xã Văn An có diện tích 10,55 km², dân số là 2.502 người, mật độ dân số đạt 237 người/km². Xã Song Giang có diện tích 12,31 km², dân số là 1.252 người, mật độ dân số đạt 102 người/km².
Ngày 21 tháng 11 năm 2019, Ủy ban Thường vụ Quốc hội ban hành Nghị quyết số 818/NQ-UBTVQH14 về việc sắp xếp các đơn vị hành chính cấp xã thuộc tỉnh Lạng Sơn (nghị quyết có hiệu lực từ ngày 1 tháng 1 năm 2020). Theo đó, sáp nhập toàn bộ diện tích và dân số của hai xã Văn An, Song Giang cùng toàn bộ 10,41 km² diện tích tự nhiên và 1.071 người thuộc 3 thôn: Bản Lải, Nà Bung, Nà Súng của xã Vĩnh Lại vừa giải thể thành xã Điềm He.